# Claudia Carus

Claudia Carus (2019)

Claudia Carus (* 22. Juni 1985 in Berlin) ist eine deutsche Schauspielerin und Singer-Songwriterin.

## Leben
Bereits seit ihrer Kindheit wirkte sie in verschiedenen Tanz-, Musical- und Schauspielproduktionen mit und war zudem Mitglied verschiedener Musikgruppen und Bands, bei denen sie für die Liedtexte verantwortlich war, Gitarre spielte und sang. Nach einer einjährigen, berufsvorbereitenden Musicalausbildung im Studio für Musical- und Musiktheater Paul Hindemith in Berlin, studierte sie von 2007 bis 2011 Schauspiel an der Bayerischen Theaterakademie August Everding. Währenddessen spielte sie in diversen Produktionen, unter anderem in »Dogville« und »Manderlay« am Metropoltheater München (Regie: Jochen Schölch) – mit beiden Stücken konnte sie im Rahmen eines Gastspiels beim International Arts Festival in Shanghai auftreten. Darüber hinaus war sie als Sängerin in der Reihe »Suchers musikalische Leidenschaften« (Musikalische Leitung: Christoph Weber, Moderation: C. Bernd Sucher) im Prinzregententheater und bei Gastspielen am Nationaltheater Weimar, dem Metropoltheater München und am Cuvilliés-Theater München zu sehen.
Von der Spielzeit 2011/2012 bis 2014/2015 war Claudia Carus Ensemblemitglied am Salzburger Landestheater, wo sie unter anderem als „Jungfrau von Orleans“, Nina in "Die Möwe", „Pippi Langstrumpf“, „Minna von Barnhelm“ und „Anne Frank“ zu sehen war. Außerdem übernahm sie dort die Co Regie an der Seite des Intendanten Carl Philip von Maldeghem in den Stücken "Der Ring des Nibelungen" am Salzburger Marionettentheater und "Die Zauberflöte" auf der großen Bühne des Salzburger Landestheaters. Anfang 2015/2016 spielte sie dort noch in »Shakespeare im Park: Verliebte und Verrückte«, gefolgt von einem Sommertheaterengagement in Wien und einer Produktion beim Theaterherbst Grenzenlos in Zwettl und dem Theater Akzent Wien unter der Regie von Marius Schiener. Seit Oktober 2015 lebt Claudia Carus als freie Schauspielerin und Musikerin in Wien, wo sie unter anderem im Dschungel Wien, im KosmosTheater „Nachrichten aus dem Schleudersitz“ (Compagnie Luna, R: Josef Maria Krasanovsky) und für die Uraufführung von Thomas Perle „mutterseele.dieses leben wollt ich nicht“ im Werk X / Eldorado auf der Bühne stand. Im Jahr 2017 erarbeitete sie außerdem für das Theater Melone Innsbruck die Stückentwicklung "Make Your Heart Beat Again" und war bei den Salzburger Festspielen in der Produktion Wozzeck unter der Regie von William Kentridge und der musikalischen Leitung von Vladimir Jurowski zu sehen. 2018 spielte Claudia Carus an den Kammerspielen Karlsruhe unter der Regie von Christian Kühn in der Boulevardkomödie "HerzTrittmacher" von der Comödie Dresden, beim Szene Waldviertel Festival und Streudltenn Festival in "ALICE" und am Phönix Theater Linz in der Uraufführung "Jedermann/Leben.Sterben.Schwerkraft" u. a. in der Rolle der Buhlschaft unter der Regie von Josef Maria Krasanovsky.

## Filmografie
- 2016 Casino Austria / Werbung TV, Kino, Internet
- Tourismus Wien / Imagewerbung
- 2014 Nostalgie / Kurzfilm Dffb / Regie: Paul Sprinz
- 2013 International Business – HR / 2010 Entertainment / Regie: Adrian Goiginger (Beste Aller Welten)
- 2012 Stille – NDR / Sunset Austria Film / Regie: Xaver Schwarzenberger
- 2011 Filmworkshop mit Jan Messutat und Tim Garde
- Adel Dich – ARD / Constantin Film / Regie: Tim Trageser
- 2010 Die Nymphe Thosa – Kurzfilm – HR / Regie: Christopher Roth, Albert Ostermayer
- 2009 Speed Hating – HR / Kurzfilm der MacroMedia HS München
- 2007 Morgentau – HR / Kurzfilm Kultcorner Gbr / Regie: Matthias Herrmann

## Hörspiel / Lesung / Synchron
- 2016 Donau Lounge / Wiener Buchmesse / Lesungen von und mit Gergely Péterfy, Jana Juráňová, László Darvasi, Bora Ćosić
- Bandauftritt / B 72 Wien / Solo – Singersongwriter Programm – Support der Band Hisham
- 2014 Schneewittchen – HR Schneewittchen / Salzburger Marionettentheater / Regie: Carl Philip von Maldeghem
- Bandauftritt + Produktion / Foyer Salzburger Landestheater
- 2012 Liebesbriefe Clara Wieck, Robert Schumann / Prinzregententheater / Regie: C. Bernd Sucher
- Pariah / Synchron bei Speeech Audiolingual Labs GmbH / Regie: Susanne von Madvey
- 2011 tierisch technisch / szenische Lesung im Haus der Kunst München / Regie: Mona Winter
- Romans d’ados / Voive-Over für „Aurelie“ / ARTE Dokumentarfilm / Regie: Ingrid Hessedenz
- Fridey Night Lights / Berliner Synchron / Regie: M. Hoheisel
- 2010 In Plain Sight / Berliner Synchron / Regie: Michael Brennicke
- 2009 Der rote Priester / BR Hörspiel / Regie: Katharina Neuschaefer